# Оратанія (гурт)
Ората́нія — український рок-гурт, заснований 2000 року у Львові. Стиль «Оратанії» зазвичай визначають як поп-рок.

## Історія
Спочатку музика гурту мала трохи депресивний стиль (пісні «Ти не той», «Воно», «Будеш» тощо), проте згодом музиканти змінили найперше тематику пісень, а свій стиль самі називають «pazitiff-rock».
Гурт випустив два альбоми, музиканти працюють над наступним, деякі пісні з якого вже опубліковано в інтернеті: Купальники, Намалюю, А я в батька рослий. Оратанія у період 2008—2014 років — хедлайнери та учасники майже всіх західноукраїнських фестивалів.
Гурт знаний й у Польщі, запрошувалися до Німеччини та Молдови. Наприкінці 2012 року знято кліп на пісню «Два гарбуза».
Колектив нерегулярно випускає нові пісні, але не об'єднує їх в альбоми, а просто викладає в мережу для вільного скачування, презентуючи все це попередньо на радіостанціях України. Як наслідок більшість концертної програми гурту, є композиціями, що не увійшли до офіційних альбомів.

## Дискографія
- Вимикай (2005)
- А чьо так? (2008)

## Кліпи
- Злітаєш (2005)
- Холодильник (2007)
- Посеред ночі (2009)
- Купальники (2009)
- А я в батька рослий (2011)
- Два гарбузи (2013)
- Разом (2014)

## Учасники

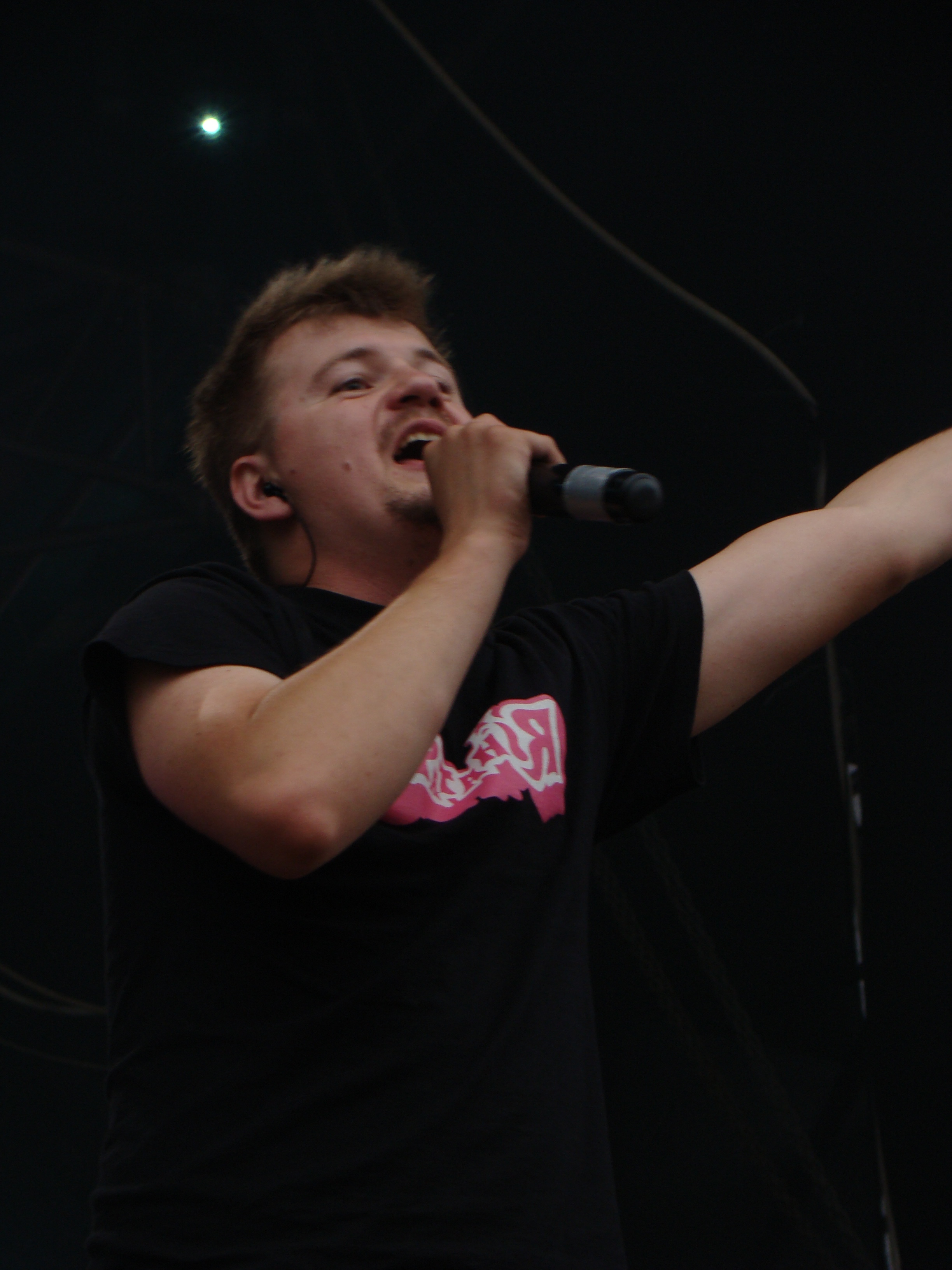
Микола «Суп» Собчук (спів)
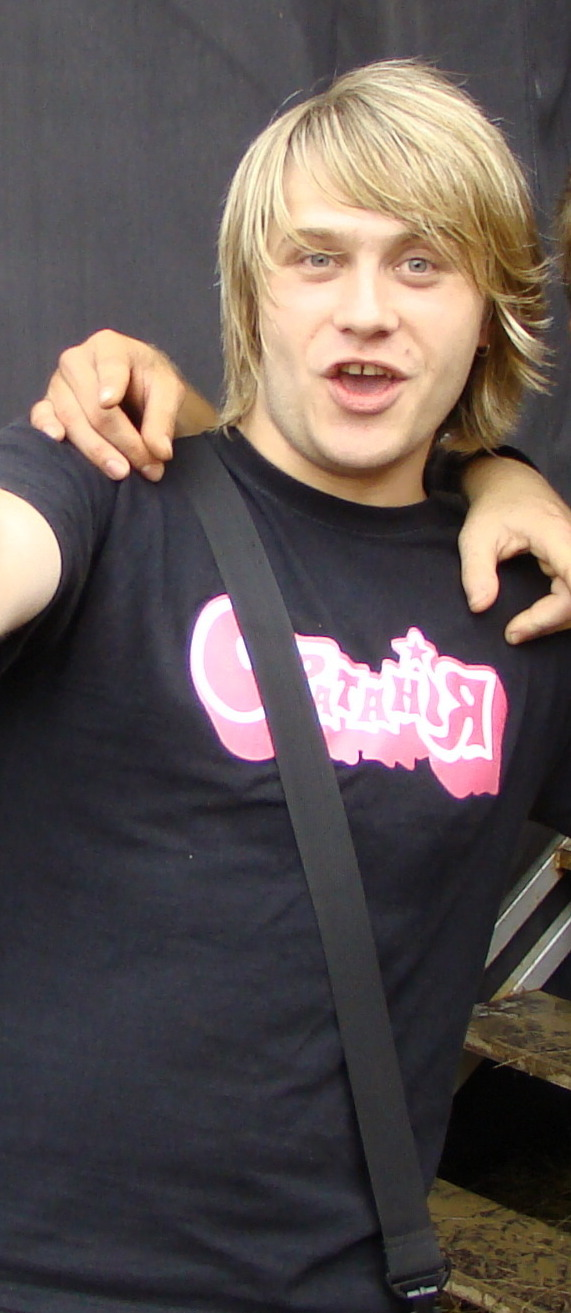
Роман «Бомко» Микульський (барабани)
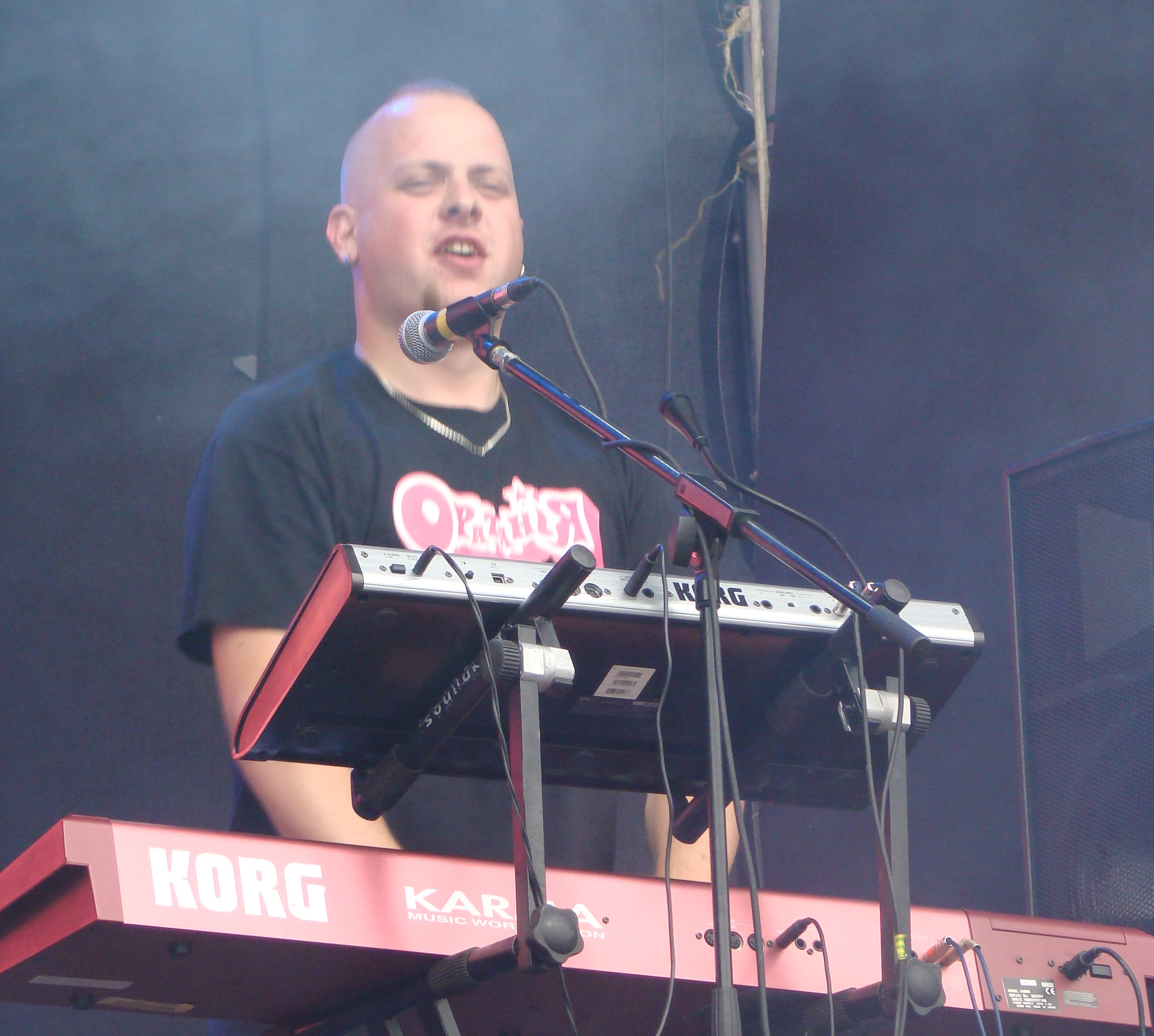
Вадим «Ґєник» Кальченко (клавішні)
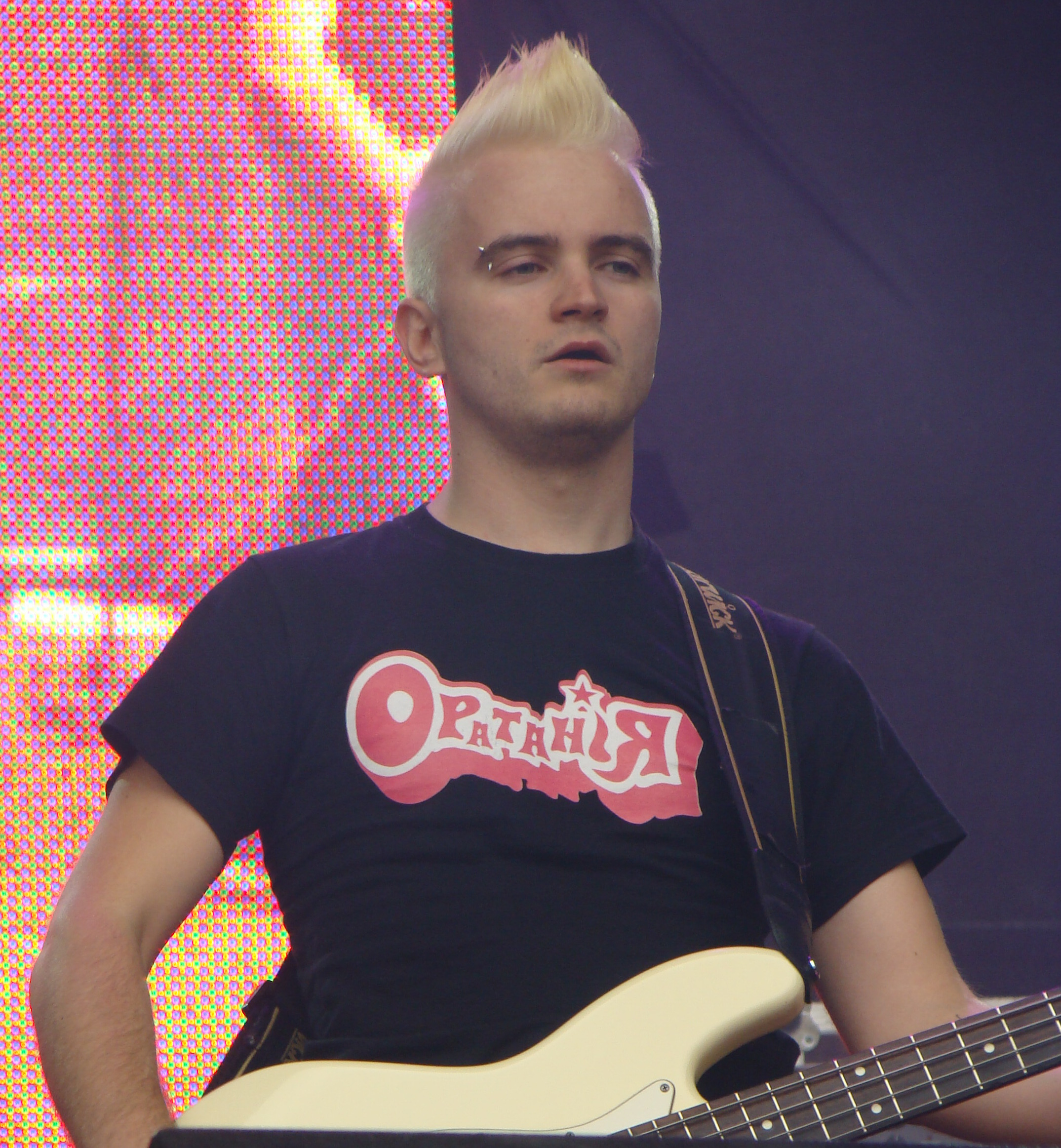
Олег «Лєшик»Думанський (бас-гітара)
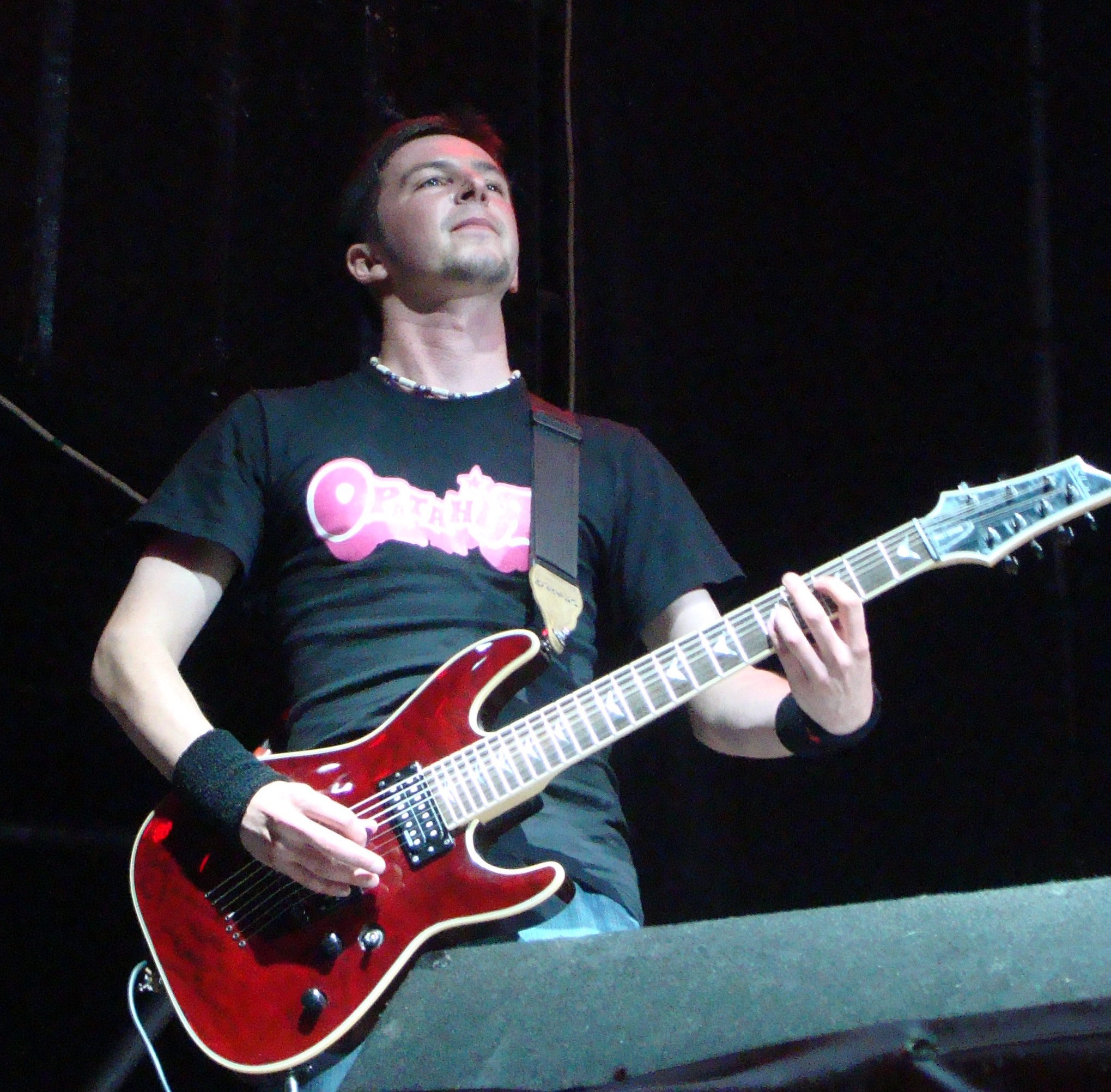
Андрій «Дирчик» Деркач (гітара)

- Ігор Оршак — менеджмент, адміністрування